# Giro del contrabandista

El giro del contrabandista es una maniobra de conducción destinada a invertir la dirección de la marcha de un automóvil que avanza, dando un giro de 180 grados en el mínimo período de tiempo, mientras se mantiene dentro del ancho de una carretera de dos carriles.  Esta maniobra también se conoce como derrape con cambio de sentido o simplemente contrabandista.

## Técnica
El conductor realiza el giro poniendo el vehículo rápidamente en una marcha más baja, generalmente la segunda, y girando rápidamente las ruedas en dirección al carril opuesto. Si se realiza correctamente, hará que el vehículo entre en un derrape controlado, introduciéndose en el carril opuesto y gire completamente. En un giro del contrabandista perfecto, el coche estará completamente detenido al final de la maniobra y listo para acelerar y partir en dirección opuesta.
Es más fácil iniciar esto en algunos automóviles aplicando inicialmente un movimiento rápido del volante en la dirección opuesta, antes de girarlo a la dirección a la que conductor quiere ir. Esta maniobra (conocida en carreras como sacudida escandinava) aumenta la transferencia de carga a las ruedas exteriores.
Los conductores que tengan un freno de mano conectado a las ruedas traseras pueden inducir al derrape controlado empleando el freno de mano, bloqueando las ruedas y girando bruscamente el volante en cualquier dirección. Esta maniobra también puede denominarse giro del contrabandista, pero se describe mejor con giro con el freno de mano. Usar el freno de mano para perder la tracción de las ruedas traseras es mucho más sencillo que intentar hacerlo solo con energía.

## Orígenes
El nombre de la maniobra proviene de su uso por parte de contrabandistas que transportaban licor ilegal para huir de los agentes de policía. Los contrabandistas solían utilizar automóviles modificados de alta gama para transportar sus mercancías y utilizar atrevidas maniobras de conducción para escapar de las autoridades. El hombre al que se le atribuye la invención del giro del contrabandista es Robert Glenn "Junior" Johnson, que elaboraba licores en la destilería de alcohol ilegal de su padre y se convirtió en un galardonado corredor de NASCAR.
Posteriormente se instruyó a guardaespaldas y escoltas en estas habilidades de conducción para sortear potenciales situaciones complicadas durante la conducción.
Otras naciones e idiomas tienen sus propios nombres coloquiales para la maniobra. Por ejemplo, en Brasil se le conoce como «Cavalo-de-pau» (caballo de madera) o «Baianada» (una referencia peyorativa al Estado de Bahía).

## Relacionado
En cambio, un giro en J, comienza con un automóvil estacionario que acelera hacia atrás durante unos segundos antes de girar rápidamente el volante para completar un giro patinado de 180 grados.

## En la cultura popular
En la película para televisión Death Car on the Freeway de 1979, a la protagonista Janette Clausen (Shelley Hack) se le enseña esta maniobra en un curso de conducción evasiva, aquí denominado. Finalmente, ella evade al asesino usándola, lo que resulta en su accidente y presunta muerte.
La limusina presidencial realiza un giro del contrabandista de emergencia al inicio de «A la sombra de dos pistoleros (primera parte)», el primer episodio de la segunda temporada de la serie de televisión estadounidense El ala oeste de la Casa Blanca.
En la película Piratas del Caribe: La venganza de Salazar, mientras es perseguido por el Capitán Salazar, el capitán Jack Sparrow usa un ancla para obligar al barco pirata a realizar un giro brusco de 180 grados.
Se utilizan maniobras similares en muchas persecuciones de automóviles en el cine y la televisión, incluidos numerosos episodios del Coche Fantástico y programas similares.
El programa de televisión Centímetros cúbicos realizó estas maniobras con su invitada, Silvia Alonso, en uno de sus capítulos.